# Historia de la Iglesia católica
Según la tradición, la historia de la Iglesia católica comienza con Jesucristo y sus enseñanzas (c. 4 a. C. - c. 30 d. C.) y la Iglesia es una continuación de la comunidad cristiana primitiva establecida por los discípulos de Jesús. La Iglesia considera que sus obispos son los sucesores de los apóstoles de Jesús y el líder de la Iglesia, el Obispo de Roma (también conocido como el Papa), el único sucesor de San Pedro quien ministró en Roma en el siglo I d. C. después de su nombramiento por Jesús como jefe de la Iglesia. A finales del siglo segundo, los obispos comenzaron a congregarse en sínodos regionales para resolver cuestiones doctrinales y políticas. En el siglo tercero, el obispo de Roma comenzó a actuar como un tribunal de apelaciones para los problemas que otros obispos no podían resolver.
El cristianismo se extendió por todo el imperio romano temprano, a pesar de las persecuciones debido a conflictos con la religión del estado (el paganismo). En 313, las persecuciones se redujeron a causa de la legalización del cristianismo por parte del emperador Constantino I. En 380, bajo el emperador Teodosio I, el cristianismo se convirtió en la religión oficial del Imperio romano por el decreto del emperador, que persistiría hasta la caída del Imperio de Occidente, y más tarde, con el Imperio romano de Oriente, hasta la caída de Constantinopla. Durante este tiempo (el período de los Siete Concilios Ecuménicos) se consideraron cinco patriarcados (jurisdicciones dentro de la Iglesia católica) según Eusebio: Roma, Constantinopla, Antioquía, Jerusalén y Alejandría, conocido como la Pentarquía.
Después de la destrucción del Imperio romano de Occidente, la Iglesia en Occidente fue un factor importante en la preservación de la civilización clásica, estableciendo monasterios, y los misioneros que envían para convertir a los pueblos del norte de Europa, en cuanto a Irlanda en el norte. En Oriente, el Imperio bizantino conserva la ortodoxia, mucho después de las invasiones masivas del Islam en la mitad del siglo séptimo. Las invasiones del Islam devastaron tres de los cinco patriarcados: la captura de Jerusalén en primer lugar, a continuación Alejandría y, finalmente, en la mitad del siglo octavo, Antioquía.
Todo el período de los próximos cinco siglos fue dominada por la lucha entre el cristianismo y el islam en toda la cuenca mediterránea. Las batallas de Poitiers y Toulouse conservaron el oeste católico, a pesar de que la propia Roma fue arrasada en 850, y Constantinopla sitiada. En el siglo XI, las ya tensas relaciones entre la iglesia griega sobre todo en el este, y la iglesia latina en Occidente, se convirtió en el Cisma de Oriente y Occidente, en parte debido a los conflictos por la autoridad papal. La cuarta cruzada, y el saqueo de Constantinopla por los cruzados renegados demostraron la brecha final.
En el siglo XVI, en respuesta a la Reforma protestante, la Iglesia participa en un proceso de reforma sustancial y renovación conocida como la Contrarreforma. En siglos posteriores, el catolicismo se extendió ampliamente en todo el mundo a pesar de experimentar una reducción de su control sobre las poblaciones europeas, debido al crecimiento del protestantismo y también a causa de escepticismo religioso durante y después de la Ilustración. El Concilio Vaticano II en la década de 1960 introdujo los cambios más significativos en las prácticas católicas desde el Concilio de Trento cuatro siglos antes.

## Inicios de la Iglesia

### Orígenes

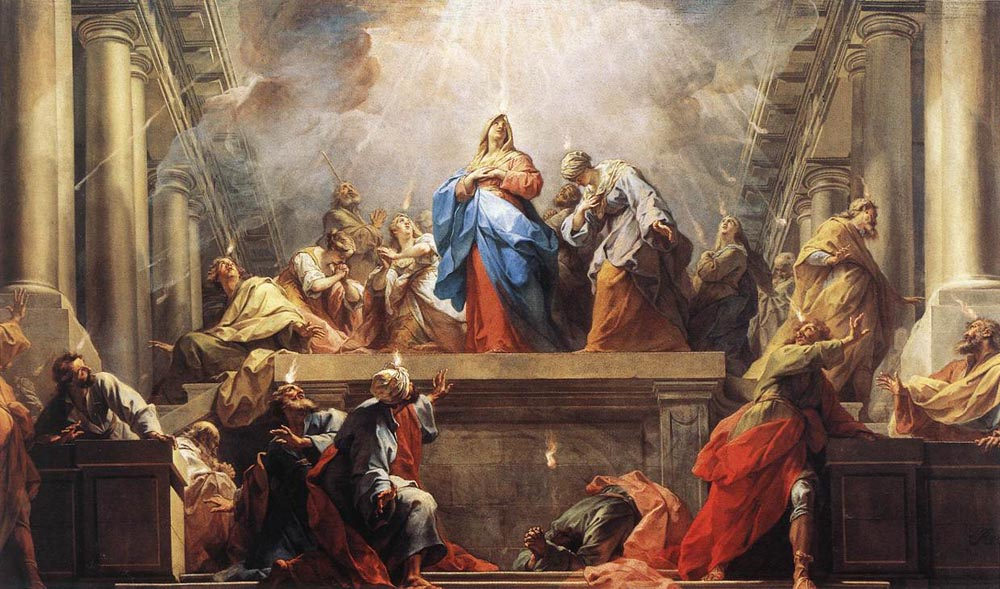
Pentecostés, por Jean II Restout (1732).

Según la tradición católica, la Iglesia católica fue fundada por Jesucristo . El Nuevo Testamento registra las actividades y enseñanzas de Jesús, su nombramiento de los doce apóstoles y sus instrucciones para que continúen su trabajo . La Iglesia católica enseña que la venida del Espíritu Santo sobre los apóstoles, en un evento conocido como Pentecostés, marcó el comienzo del ministerio público de la Iglesia. Los católicos sostienen que San Pedro fue el primer obispo de Roma y el consagrador de Linus como su próximo obispo, comenzando así la línea ininterrumpida que incluye al actual pontífice, el Papa León XIV . Es decir, la Iglesia católica mantiene la sucesión apostólica del obispo de Roma, el Papa, el sucesor de San Pedro.
En el relato de la Confesión de Pedro que se encuentra en el Evangelio de Mateo, Cristo designa a Pedro como la "roca" sobre la cual se edificará la iglesia de Cristo. Mientras que algunos eruditos afirman que Pedro fue el primer obispo de Roma,   otros dicen que la institución del papado no depende de la idea de que Pedro fue obispo de Roma o incluso de que haya estado en Roma. En la historia de la llamada de los discípulos, Jesús se dirige a Simón con la palabra griega Κηφᾶς (Cefas), una forma helenizada del arameo כיפה (kefah) o כיפא (kefá), que significa "roca" o "piedra". Por otra parte, en sus cartas Pablo siempre llamó a Pedro con el nombre de "Cefas", excepto en un pasaje de la carta a los Gálatas. Este no habría sido un nombre propio, pero Pablo y Jesús se lo asignan como tal.

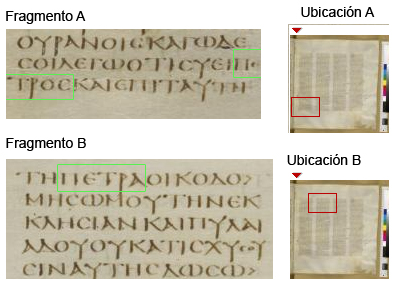
Fragmentos del Codex Sinaiticus de Mateo 16, 18

En el griego ático, petros significa 'piedra' (una piedra que se puede arrojar), y petra significa 'roca' (una roca inamovible); no obstante, el Nuevo Testamento no fue escrito en griego ático sino en koiné, en el cual no habría existido ninguna distinción entre petros y petra, sino que ambos significarían simplemente 'roca'; mientras que la palabra λίϑος (lithos), vendría a señalar una piedra del camino, que podría ser una piedra pequeña.
Muchos eruditos sostienen que una estructura de iglesia de presbíteros / obispos plurales persistió en Roma hasta mediados del siglo II, cuando se adoptó la estructura de un solo obispo y presbíteros plurales, y que los escritores posteriores aplicaron retrospectivamente el término "obispo de Roma" a los miembros más prominentes del clero en el período anterior y también a Pedro mismo. Sobre esta base, Oscar Cullmann y Henry Chadwick cuestionan si hubo un vínculo formal entre Pedro y el papado moderno, y Raymond E. Brown dice que, si bien es anacrónico hablar de Pedro en términos de obispo local en Roma, los cristianos de ese período habrían considerado que Pedro tenía "roles que contribuirían de manera esencial al desarrollo del papel del papado en la iglesia subsiguiente". Brown dice que estos papeles "contribuyeron enormemente a ver al obispo de Roma, el obispo de la ciudad donde murió Pedro, y donde Pablo fue testigo de la verdad de Cristo, como el sucesor de Pedro al cuidado de la iglesia universal".

### Organización temprana
Las condiciones en el Imperio Romano facilitaron la difusión de nuevas ideas. La red de carreteras y vías fluviales bien definidas del imperio permitieron un viaje más fácil, mientras que la Pax Romana hizo que el viaje fuera seguro de una región a otra. El gobierno había alentado a los habitantes, especialmente a aquellos en áreas urbanas, a aprender griego, y el lenguaje común permitía que las ideas se expresaran y entendieran más fácilmente. Los apóstoles de Jesús ganaron conversos en comunidades judías alrededor del mar Mediterráneo, y más de 40 comunidades cristianas habían sido establecidas para el año 100. Aunque la mayoría de estos se encontraban en el Imperio Romano, también se establecieron comunidades cristianas notables en Armenia, Irán y en la costa india de Malabar . La nueva religión fue más exitosa en las áreas urbanas, difundiéndose primero entre los esclavos y las personas de baja posición social, y luego entre las mujeres aristocráticas.
Al principio, los cristianos seguían rezando junto a los creyentes judíos, a los que los historiadores se refieren como judeocristianos, pero dentro de los veinte años siguientes a la muerte de Jesús, el domingo comenzó a considerarse el principal día de adoración.  A medida que los predicadores como Pablo de Tarso comenzaron a convertir a los gentiles, el cristianismo comenzó a alejarse de las prácticas judías para establecerse como una religión separada, aunque el tema de Pablo de Tarso y el judaísmo todavía se debate hoy.  Para resolver las diferencias doctrinales entre las facciones en conflicto, en algún momento alrededor del año 50, los apóstoles convocaron el primer concilio de la Iglesia, el Concilio de Jerusalén.  Este consejo afirmó que los gentiles podrían convertirse al cristianismo sin adoptar toda la ley mosaica.  Las crecientes tensiones pronto llevaron a una separación más marcada que prácticamente se completó cuando los cristianos se negaron a participar en la revuelta judía de Bar Kokhba de 132, sin embargo, algunos grupos de cristianos conservaron elementos de la práctica judía.
Según algunos historiadores y eruditos, la Iglesia cristiana primitiva no estaba muy organizada, lo que llevaba a la aparición de diversas interpretaciones de las creencias cristianas.  En parte para asegurar una mayor coherencia en sus enseñanzas, para finales del siglo II, las comunidades cristianas habían desarrollado una jerarquía más estructurada, con un obispo central que tenía autoridad sobre el clero en su ciudad, conduciendo al desarrollo del episcopado.  La organización de la Iglesia comenzó a imitar la del Imperio; los obispos en ciudades políticamente importantes ejercían una mayor autoridad sobre los obispos de ciudades cercanas.  Las iglesias de Antioquía, Alejandría y Roma ocuparon los puestos más altos.  A partir del siglo II, los obispos a menudo se reunían en sínodos regionales para resolver cuestiones doctrinales y políticas.  Duffy afirma que en el siglo III, el obispo de Roma comenzó a actuar como un tribunal de apelaciones por problemas que otros obispos no pudieron resolver.
La doctrina se perfeccionó aún más gracias a una serie de teólogos influyentes, conocidos colectivamente como los padres de la Iglesia. Desde el año 100 en adelante, los padres apostólicos como Ignacio de Antioquía e Ireneo de Lyon definieron la enseñanza católica en oposición al gnosticismo y otras corrientes. En los primeros siglos de su existencia, la Iglesia formó sus enseñanzas y tradiciones en un todo sistemático bajo la influencia de los padres apologistas como el papa Clemente I, Justino Mártir y Agustín de Hipona.

### Persecuciones
A diferencia de la mayoría de las religiones en el Imperio Romano, el cristianismo requería que sus seguidores renunciaran a todos los demás dioses, una práctica adoptada del judaísmo. La negativa de los cristianos a unirse a las celebraciones paganas significaba que no podían participar en gran parte de la vida pública, lo que hizo que los no cristianos, incluidas las autoridades gubernamentales, temieran que los cristianos estuvieran enojando a los dioses y amenazando así la paz y la prosperidad del Imperio. Además, la peculiar intimidad de la sociedad cristiana y su secreto sobre sus prácticas religiosas engendraron rumores de que los cristianos eran culpables de incesto y canibalismo; las persecuciones resultantes, aunque generalmente locales y esporádicas, fueron una característica definitoria de la autocomprensión cristiana hasta que el cristianismo se legalizó en el siglo IV. Una serie de persecuciones de cristianos más centralmente organizadas surgió a fines del siglo III, cuando los emperadores decretaron que las crisis militares, políticas y económicas del Imperio fueron causadas por dioses enojados. Todos los residentes recibieron la orden de hacer sacrificios o ser castigados.  Los judíos estaban exentos mientras pagaran el impuesto judío. Las estimaciones de la cantidad de cristianos que fueron ejecutados varía de unos pocos cientos a 50,000. Muchos huyeron o renunciaron a sus creencias. Los desacuerdos sobre qué papel deberían tener estos apóstatas en la Iglesia condujeron a los cismas donatistas y novacianos.
A pesar de estas persecuciones, los esfuerzos de evangelización persistieron, conduciendo al Edicto de Milán, que legalizó el cristianismo en 313. En 380, el cristianismo se había convertido en la religión estatal del Imperio Romano. La filósofa religiosa Simone Weil escribió: "En el momento de Constantino, el estado de expectativa apocalíptica debió haber disminuido bastante. [La inminente venida de Cristo, la expectativa del Último Día - constituyó 'un gran peligro social']. Además, el espíritu de la antigua ley, tan ampliamente separado de todo misticismo, no era muy diferente del espíritu romano en sí. Roma podía llegar a un acuerdo con el Dios de los ejércitos".

## Antigüedad tardía

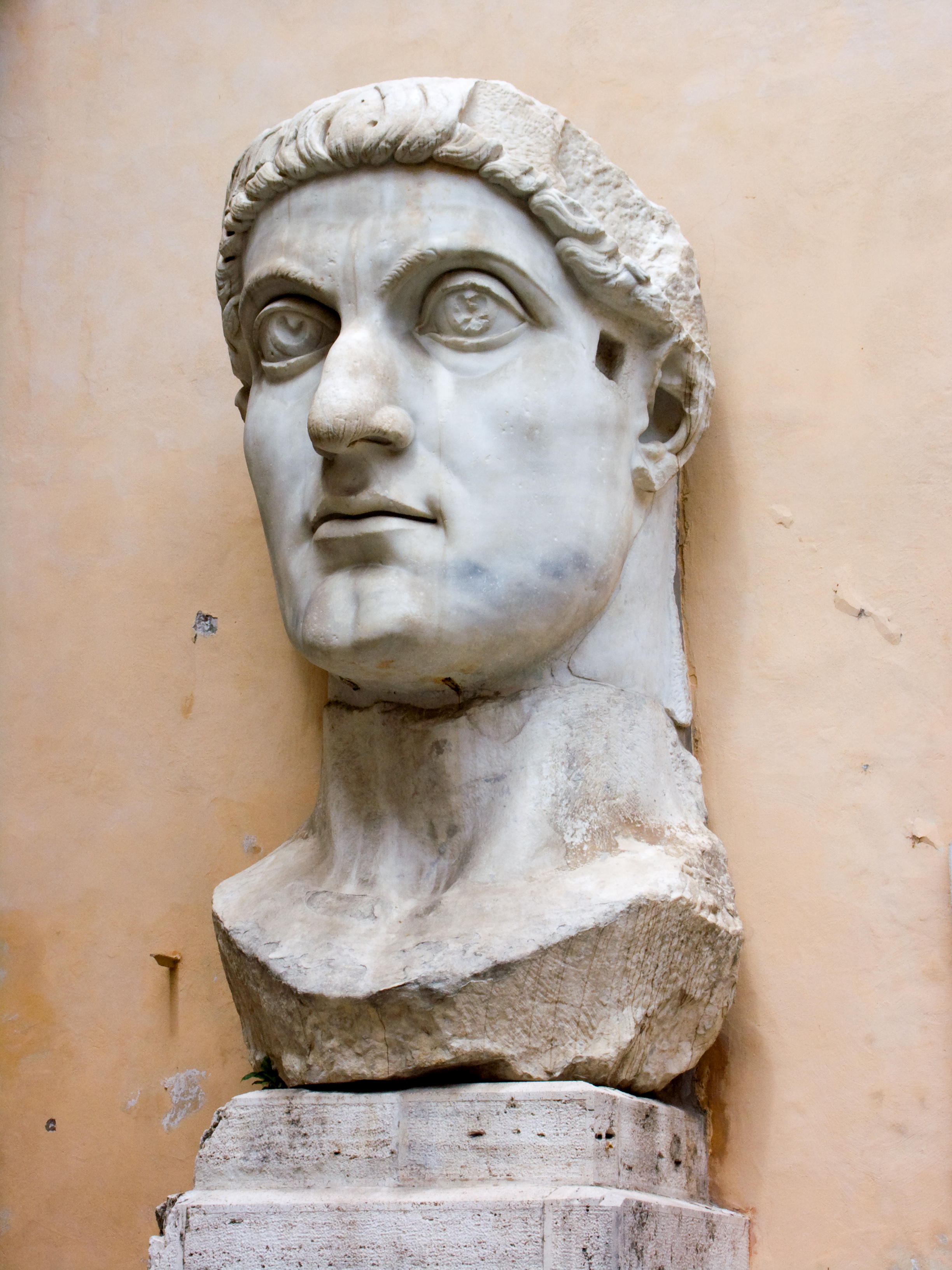
El emperador Constantino I estableció los derechos de la Iglesia en el año 315.

Cuando Constantino se convirtió en emperador del Imperio romano de Occidente en el 312, atribuyó su victoria al Dios cristiano. Muchos soldados en su ejército eran cristianos, y su ejército era la base de su poder. Con Licinio, (emperador romano de Oriente), emitió el Edicto de Milán, que ordenó la tolerancia de todas las religiones en el imperio. El edicto tuvo poco efecto en las actitudes de las personas. Se elaboraron nuevas leyes para codificar algunas creencias y prácticas cristianas. El mayor efecto de Constantino en el cristianismo fue su patrocinio. Dio grandes donaciones de tierras y dinero a la Iglesia y ofreció exenciones de impuestos y otros estatutos legales especiales a propiedades y personal eclesiástico. Estos regalos y los posteriores se combinaron para hacer de la Iglesia el terrateniente más grande de Occidente en el siglo VI. Muchos de estos regalos fueron financiados a través de impuestos severos de cultos paganos. Algunos cultos paganos fueron forzados a disolverse por falta de fondos; cuando esto sucedió la Iglesia asumió el papel anterior del culto de cuidar de los pobres. En un reflejo de su mayor prestigio en el Imperio, clérigos comenzaron a adoptar el vestido de la casa real, incluyendo la capa pluvial.
Durante el reinado de Constantino, aproximadamente la mitad de los que se identificaron como cristianos no se suscribieron a la versión dominante de la fe. Constantino temía que la desunión desagradaría a Dios y causaría problemas al Imperio, por lo que tomó medidas militares y judiciales para eliminar algunas sectas. Para resolver otras disputas, Constantino comenzó la práctica de convocar consejos ecuménicos para determinar interpretaciones vinculantes de la doctrina de la Iglesia.
Las decisiones tomadas en el Concilio de Nicea (325) sobre la divinidad de Cristo condujeron a un cisma; la nueva religión, el arrianismo floreció fuera del Imperio Romano. Parcialmente para distinguirse de los arrianos, la devoción católica a María se hizo más prominente. Esto condujo a más cismas.
En 380, el cristianismo convencional, en oposición al arrianismo, se convirtió en la religión oficial del Imperio Romano. El cristianismo se asoció más con el Imperio, lo que resultó en la persecución de los cristianos que vivían fuera del imperio, ya que sus gobernantes temían que los cristianos se rebelarían en favor del Emperador. En 385, esta nueva autoridad legal de la Iglesia dio como resultado que el primer uso de la pena capital se pronunciara como una sentencia sobre un "hereje" cristiano llamado Prisciliano.
Durante este período, la Biblia, tal como ha llegado hasta el siglo XXI, se presentó oficialmente por primera vez en los Concilios de la Iglesia o Sínodos a través del proceso de 'canonización' oficial. Antes de estos Concilios o Sínodos, la Biblia ya había alcanzado una forma que era casi idéntica a la forma en que ahora se encuentra. Según algunos relatos, en 382 el Concilio de Roma reconoció oficialmente por primera vez el canon bíblico, enumerando los libros aceptados del Antiguo y Nuevo Testamento, y en 391 la traducción Vulgata Latina de la Biblia fue hecha.
Otras cuentas enumeran el Concilio de Cartago de 397 como el Concilio que finalizó el canon bíblico como se lo conoce hoy.
El Concilio de Éfeso en 431 aclaró la naturaleza de la encarnación de Jesús, declarando que él era verdadero y verdadero Dios. 
Dos décadas después, el Concilio de Calcedonia solidificó la primacía papal romana, lo que contribuyó a la continua ruptura de las relaciones entre Roma y Constantinopla, la sede de la Iglesia Oriental.
También se desencadenaron los desacuerdos monofisitas sobre la naturaleza precisa de la encarnación de Jesús que llevó a la primera de las diversas Iglesias ortodoxas orientales a separarse de la Iglesia católica.

## Edad Media

### Alta Edad Media

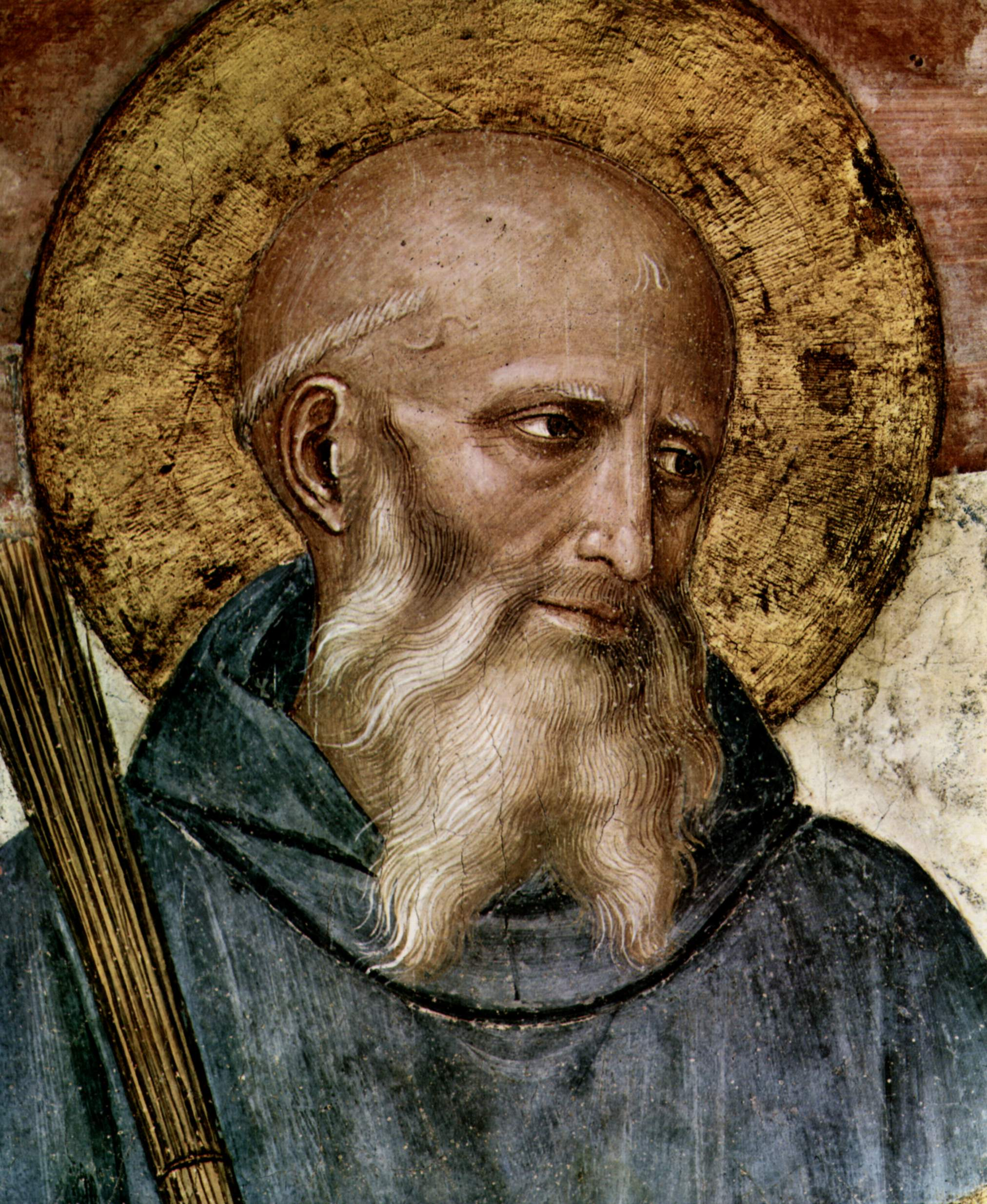
A san Benito de Nursia se le considera padre de la vida monástica en Occidente. En la imagen, detalle de un fresco realizado por Fra Angélico.

Después de la caída del Imperio Romano de Occidente en 476, el cristianismo trinitario compitió con el cristianismo arriano por la conversión de las tribus bárbaras. La conversión 496 de Clodoveo I, rey pagano de los francos, vio el comienzo de un aumento constante de la fe en Occidente.
En 530, san Benito escribió su Regla de san Benito como una guía práctica para la vida de la comunidad monástica. Su mensaje se extendió a los monasterios de toda Europa. Los monasterios se convirtieron en principales conductos de la civilización, preservando la artesanía y las habilidades artísticas, manteniendo la cultura intelectual dentro de sus escuelas, scriptorium y bibliotecas. Funcionaron como centros agrícolas, económicos y de producción, así como un foco para la vida espiritual. Durante este período, los visigodos y lombardos se convirtieron del arrianismo al catolicismo. El papa Gregorio Magno desempeñó un papel notable en estas conversiones y reformó dramáticamente las estructuras y la administración eclesiásticas que luego lanzaron renovados esfuerzos misioneros. Los misioneros como Agustín de Canterbury, que fue enviado a Roma para iniciar la conversión de los anglosajones, y, viniendo a la inversa en la misión hiberno-escocesa san Columba, san Bonifacio, san Wilibrordo, san Ascario de Amiens y muchos otros tomaron el cristianismo en el norte de Europa y difundieron el catolicismo entre los pueblos germánicos y eslavos, y llegó a los vikingos y otros escandinavos en siglos posteriores.  El Sínodo de Whitby de 664, aunque no fue tan decisivo como a veces se afirmó, fue un momento importante en la reintegración de la Iglesia celta de las islas británicas en la jerarquía romana, después de haber sido efectivamente desconectado del contacto con Roma por los invasores paganos. Y en Italia, la Donación de Sutri (728) y la Donación de Pipino (756) dejaron al papado a cargo de un reino considerable. Consolidando aún más la posición papal sobre la parte occidental del antiguo Imperio Romano, la Donación de Constantino probablemente se forjó durante el siglo VIII.
A principios del siglo VIII, la iconoclasia bizantina se convirtió en una fuente importante de conflicto entre las partes oriental y occidental de la Iglesia. Los emperadores bizantinos prohibieron la creación y veneración de imágenes religiosas, como un violación a los Diez Mandamientos. Otras religiones importantes en Oriente, como el judaísmo y el islam, tenían prohibiciones similares. El papa Gregorio III no estuvo de acuerdo vehementemente. Una nueva Emperatriz Irene de Atenas que se puso del lado del Papa, pidió un Consejo Ecuménico. En 787, los padres del Segundo Concilio de Nicea "recibieron calurosamente a los delegados papales y su mensaje". En la conclusión, 300 obispos, que fueron dirigidos por los representantes del Papa Adriano I "adoptaron las enseñanzas del Papa", a favor de los iconos.
Con la coronación de Carlomagno por el papa León III en el año 800, su nuevo título como Patricius Romanorum y la entrega de las llaves de la Tumba de San Pedro, el papado había adquirido un nuevo protector en Occidente. Esto liberó a los pontífices en cierta medida del poder del emperador en Constantinopla, pero también condujo a un cisma, porque los emperadores y patriarcas de Constantinopla se interpretaron a sí mismos como los verdaderos descendientes del Imperio Romano que datan de los inicios de la Iglesia. El Papa Nicolás I se había negado a reconocer al Patriarca Focio I de Constantinopla, quien a su vez había atacado al Papa como un hereje, porque mantuvo el filioque en el credo, que se refería al Espíritu Santo que emana de Dios Padre y Dios Hijo. El papado se fortaleció a través de esta nueva alianza, que en el largo plazo crea un nuevo problema para los papas, cuando en la Querella de las Investiduras emperadores posteriores trataron de nombrar obispos e incluso futuros papas. Después de la desintegración del imperio Carolingio y repetidas incursiones de las fuerzas islámicas en Italia, el papado, sin ninguna protección, entró en una fase de mayor debilidad.

### Baja Edad Media

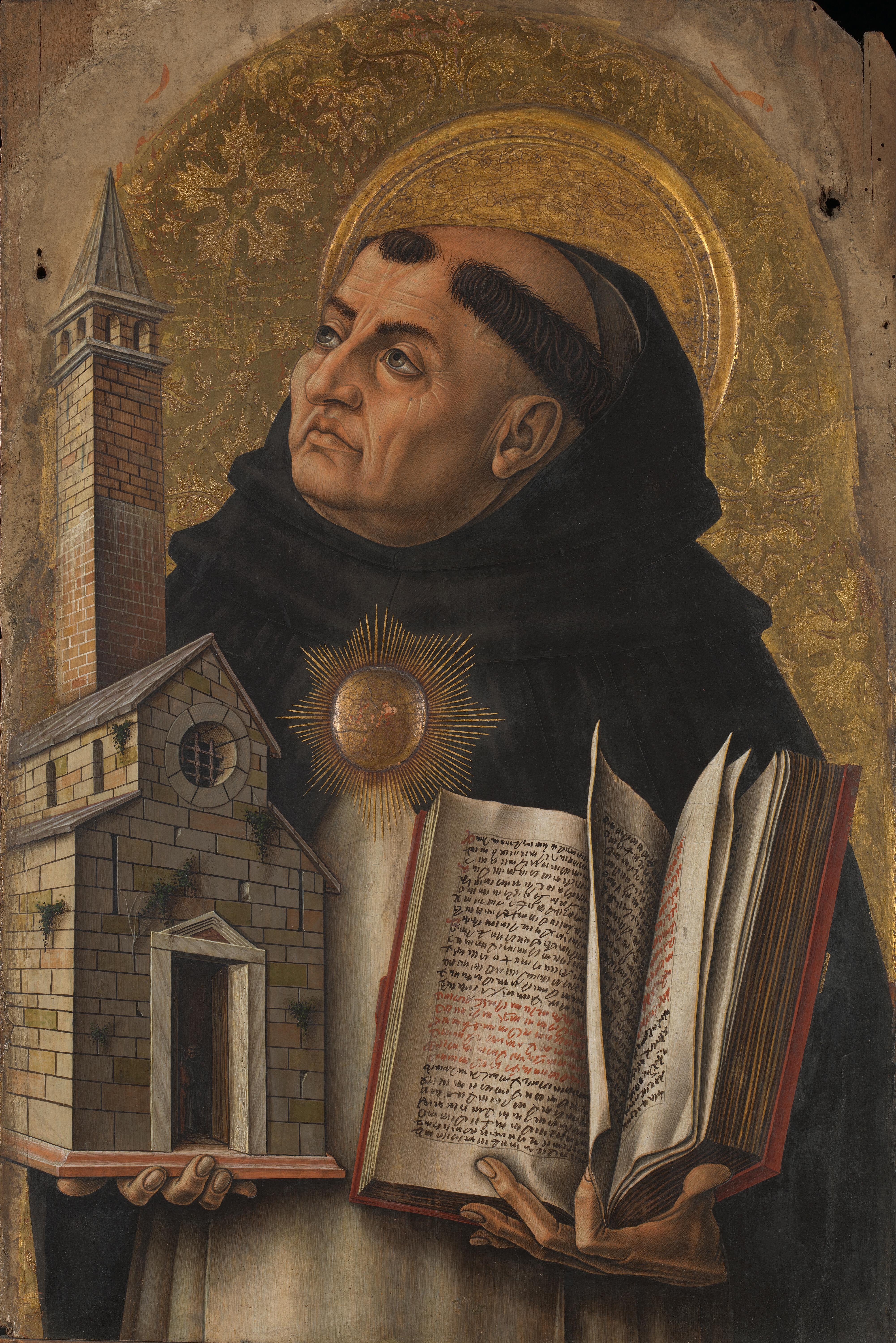
Representación tradicional de Santo Tomás de Aquino, teólogo y filósofo, principal representante de la enseñanza +escolástica.

La reforma cluniacense de monasterios se inició en 910 colocando a los abades bajo el control directo del papa en lugar de los señores feudales, eliminando así una importante fuente de corrupción. Esto provocó una gran renovación monástica.  Los monasterios, conventos y catedrales todavía operaban prácticamente todas las escuelas y bibliotecas, y a menudo funcionaban como establecimientos de crédito que promovían el crecimiento económico. Después de 1100, algunas escuelas catedralicias mayores se dividieron en escuelas menores de gramática y escuelas superiores para la enseñanza avanzada. Primero en Bolonia, luego en Salamanca, París y Oxford, muchas de estas escuelas superiores se convirtieron en universidades y llegaron a ser los antepasados directos de las modernas instituciones occidentales de aprendizaje. Fue aquí donde los teólogos notables trabajaron para explicar la conexión entre la experiencia humana y la fe. El más notable de estos teólogos fue Tomás de Aquino, que escribió Summa Theologica, un logro intelectual clave en su síntesis del pensamiento aristotélico y el Evangelio. Entre las contribuciones monásticas a la sociedad occidental se incluyen la enseñanza de la metalurgia, la introducción de nuevos cultivos, la invención de la notación musical y la creación y preservación de la literatura.
Durante el siglo XI, el cisma entre Oriente y Occidente dividió permanentemente el cristianismo. Surgió por una disputa sobre si Constantinopla o Roma tenían la jurisdicción sobre la iglesia en Sicilia y llevaron a excomuniones mutuas en 1054. A la rama occidental (latina) del cristianismo se la conoce desde entonces como la Iglesia católica, mientras que a la rama oriental (griega) se la conoce como la Iglesia ortodoxa. El Concilio de Lyon (1274) y el Concilio de Florencia (1439), no consiguieron resolver el cisma. Algunas iglesias orientales ya se han reunido con la Iglesia católica, y de otras se puede decir que nunca han estado fuera de la comunión con el papa. Oficialmente, las dos iglesias permanecen en cisma, aunque las excomuniones se levantaron mutuamente en 1965.
El siglo XI vio la Querella de las Investiduras entre el Emperador y el Papa sobre el derecho de hacer los nombramientos de la iglesia, la primera fase importante de la lucha entre la Iglesia y el Estado en la Europa medieval. El papado fue el vencedor inicial, pero a medida que los italianos se dividieron entre güelfos y gibelinos en facciones que a menudo se transmitían a través de familias o estados hasta el final de la Edad Media, la disputa debilitó gradualmente al papado, sobre todo al incorporarlo a la política. La Iglesia también intentó controlar o fijar un precio para la mayoría de los matrimonios entre los grandes al prohibir, en 1059, los matrimonios que implican consanguinidad (parentesco de sangre) y afinidad (parentesco por matrimonio) al séptimo grado de relación. Bajo estas reglas, casi todos los grandes matrimonios requieren una dispensación. Las reglas se relajaron hasta el cuarto grado en 1215 (ahora solo el primer grado está prohibido por la Iglesia; un hombre no puede casarse con su hijastra, por ejemplo).

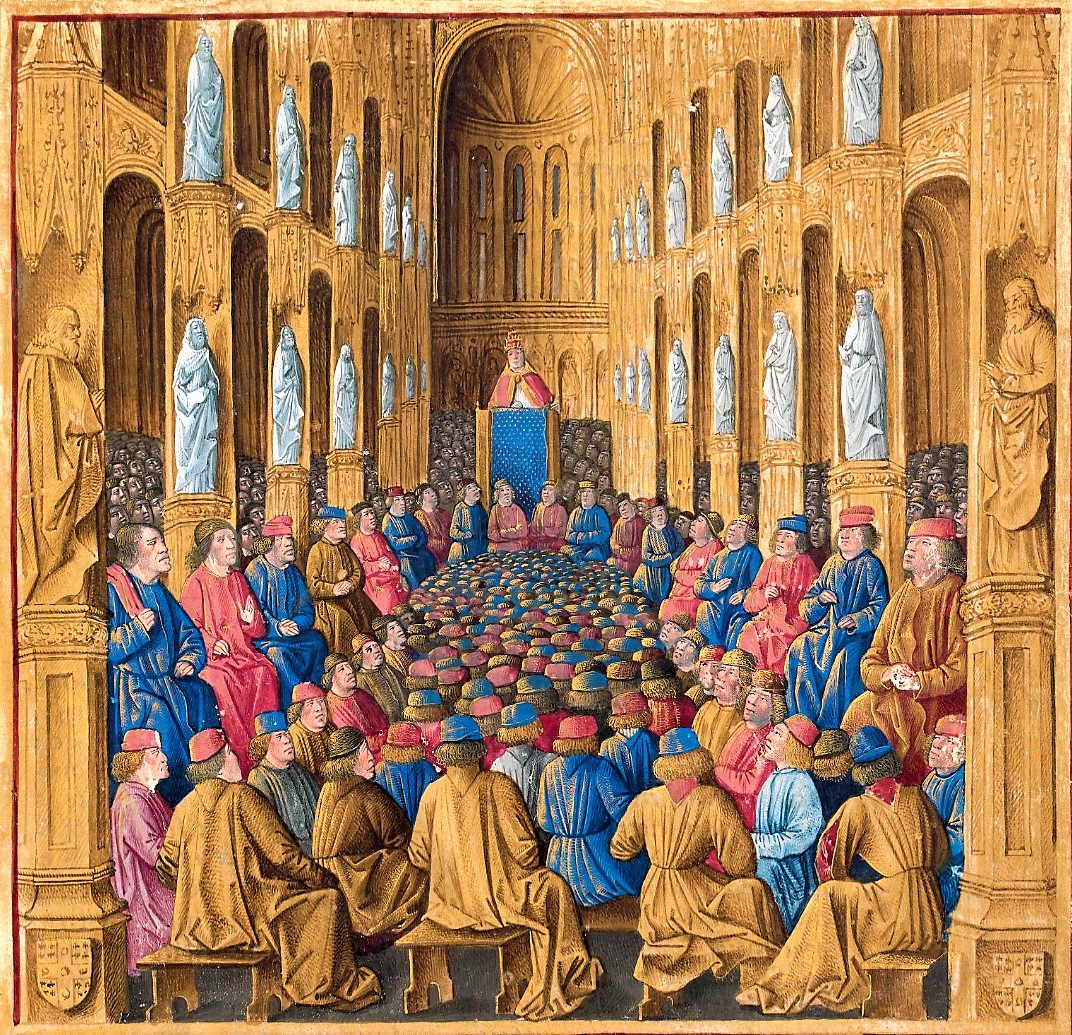
Prédica del papa Urbano II en el Concilio de Clermont. Ilustración de estilo gótico tardío, extraída del Livre des passages d'Outre-mer (hacia 1490), conservado en la BnF.

El papa Urbano II lanzó la Primera Cruzada en 1095, cuando recibió un llamado del emperador bizantino Alejo I Comneno para ayudar a prevenir una invasión turca. Urbano II creía además que una cruzada podría ayudar a lograr la reconciliación con el cristianismo oriental. Impulsado por los informes de atrocidades musulmanes contra los cristianos, la serie de campañas militares conocidas como las Cruzadas empezaron en 1096. Tenían la intención de devolver la Tierra Santa al control cristiano. El objetivo no se realizó de forma permanente, y los episodios de brutalidad cometidos por los ejércitos de ambos bandos dejaron un legado de desconfianza mutua entre musulmanes y cristianos occidentales y orientales. El saqueo de Constantinopla durante la Cuarta Cruzada dejó a los cristianos orientales amargados, a pesar de que el Papa Inocencio III había prohibido expresamente cualquier ataque de ese tipo. En 2001, el Papa Juan Pablo II se disculpó con los cristianos ortodoxos por los pecados de los católicos, incluido el saqueo de Constantinopla en 1204.
Dos nuevos órdenes de arquitectura surgieron de la Iglesia de esta época. El estilo románico anterior combinaba paredes macizas, arcos redondeados y techos de mampostería. Para compensar la ausencia de grandes ventanas, los interiores fueron pintados con escenas de la Biblia y las vidas de los santos. Más tarde, la Basílica de Saint-Denis marcó una nueva tendencia en la construcción de catedrales cuando utilizó la arquitectura gótica. Este estilo, con sus grandes ventanas y arcos altos y puntiagudos, mejoró la iluminación y la armonía geométrica de una manera que tenía la intención de dirigir la mente del adorador hacia Dios, que "ordena todas las cosas". En otro orden de cosas, el siglo XII vio la fundación de ocho nuevas órdenes monásticas, muchas de las cuales actuaron como Caballeros Militares de las Cruzadas. El monje cisterciense Bernardo de Claraval ejerció una gran influencia sobre las nuevas órdenes y produjo reformas para garantizar la pureza de su propósito. Su influencia llevó al papa Alejandro III a comenzar reformas que conducirían al establecimiento del derecho canónico. En el siglo siguiente, Francisco de Asís y Domingo de Guzmán fundaron nuevas órdenes mendicantes que llevaron la vida religiosa consagrada a los entornos urbanos.
Los abusos cometidos durante la cruzada provocaron que Inocencio III instituyera informalmente la primera inquisición papal para evitar futuras masacres y erradicar a los cátaros restantes. Formalizada bajo Gregorio IX, esta inquisición medieval ejecutó a un promedio de tres personas por año por herejía en su apogeo. Con el tiempo, la Iglesia o los gobernantes seculares lanzaron otras inquisiciones para enjuiciar a los herejes, para responder a la amenaza de la invasión árabe o con fines políticos. Se alentó a los acusados a retractarse de su herejía y aquellos que no lo hicieron podrían ser castigados con penitencia, multas, encarcelamiento o ejecución mediante la hoguera.
El siglo XIV estuvo marcado por una creciente sensación de conflictos entre la iglesia y el estado. Para escapar de la inestabilidad en Roma, Clemente V en 1309 se convirtió en el primero de los siete papas en residir en la ciudad fortificada de Aviñón en el sur de Francia durante un período conocido como el papado de Aviñón. El papado regresó a Roma en 1378 a instancias de Catalina de Siena y otros que sentían que la Sede de Pedro debería estar en la iglesia romana. Con la muerte del papa Gregorio XI más tarde ese año, las elecciones papales se disputaron entre los partidarios de los candidatos italianos y respaldados por Francia que condujeron al cisma occidental. Durante 38 años, demandantes separados al trono papal se sentaron en Roma y Aviñón. Los esfuerzos de resolución complicaron aún más la cuestión cuando se eligió a un tercer Papa en 1409. El asunto finalmente se resolvió en 1417 en el Concilio de Constanza, donde los cardenales llamaron a los tres demandantes al trono papal para que renunciaran, y celebraron una nueva elección que nombró al papa Martín V.

## Renacimiento y reformas

### Descubrimientos y misioneros
A finales del siglo XV y principios del siglo XVI, los misioneros y exploradores europeos difundieron el catolicismo en América, Asia, África y Oceanía. El papa Alejandro VI, en la bula papal Inter caetera, otorgó los derechos coloniales sobre la mayoría de las tierras recién descubiertas a España y Portugal. Bajo el sistema de patronato, las autoridades estatales controlaban los nombramientos clericales y no se permitía el contacto directo con la Santa Sede. En diciembre de 1511, el fraile dominico Antonio de Montesinos reprendió abiertamente a las autoridades españolas que gobiernan La Española por su maltrato a los nativos , diciéndoles "... estás en pecado mortal ... por la crueldad y tiranía que usas para lidiar con estas personas inocentes". El rey Fernando II de Aragón promulgó las Leyes de Burgos y Valladolid en respuesta. La aplicación de la ley fue laxa, y aunque algunos culpan a la Iglesia por no hacer lo suficiente para liberar a los indígenas, otros señalan a la Iglesia como la única voz levantada en nombre de los pueblos indígenas. El problema provocó una crisis de conciencia en la España del siglo XVI. Un torrente de autocrítica y reflexión filosófica entre los teólogos católicos, especialmente Francisco de Vitoria, condujo a un debate sobre la naturaleza de los derechos humanos y el nacimiento del derecho internacional moderno.
En 1521, a través del liderazgo y la predicación del explorador portugués Fernando de Magallanes, los primeros católicos fueron bautizados en lo que se convirtió en la primera nación cristiana en el sudeste asiático, las Filipinas. Al año siguiente, los misioneros franciscanos llegaron a lo que ahora es México, y buscaron convertir a los indígenas y mantener su bienestar estableciendo escuelas y hospitales. Enseñaron a los indígenas mejores métodos de cultivo y formas más fáciles de tejer y hacer cerámica. Debido a que algunas personas cuestionaron si los indígenas eran verdaderamente humanos y merecían el bautismo, el Papa Pablo III en la bula papal Veritas Ipsa o Sublimis Deus (1537) confirmó que los indígenas merecían ser personas. Posteriormente, el esfuerzo de conversión ganó impulso. Durante los siguientes 150 años, las misiones se expandieron al suroeste de América del Norte. Los nativos se definieron legalmente como niños, y los sacerdotes asumieron un papel paternalista, a menudo forzado con castigos corporales. En otra parte, en India, los misioneros portugueses y el jesuita español Francisco Javier evangelizaron entre los no cristianos y una comunidad cristiana que afirmó haber sido establecida por Tomás el Apóstol.

### Iglesia del Renacimiento
En Europa, el Renacimiento marcó un período de renovado interés en el aprendizaje antiguo y clásico. También trajo un nuevo examen de las creencias aceptadas. Las catedrales e iglesias habían servido durante mucho tiempo como libros ilustrados y galerías de arte para millones de personas sin educación. Las vidrieras, frescos, estatuas, pinturas y paneles vuelven a contar las historias de los santos y de los personajes bíblicos. La Iglesia patrocinó a grandes artistas del Renacimiento como Miguel Ángel y Leonardo da Vinci, quienes crearon algunas de las obras de arte más famosas del mundo. Aunque los líderes de la Iglesia pudieron aprovechar el humanismo del Renacimiento para inspirar las artes en su esfuerzo general, también hubo conflictos entre clérigos y humanistas, como durante los juicios de herejía de Johannes Reuchlin.
En 1509, un conocido erudito de la época, Erasmo, escribió El elogio de la locura, una obra que capturó un malestar generalizado sobre la corrupción en la Iglesia. El papado mismo fue cuestionado por el conciliarismo expresado en los concilios de Constanza y Basilea. Se intentaron varias reformas reales durante estos consejos ecuménicos y el Quinto Concilio de Letrán varias veces, pero se frustraron. Fueron vistos como necesarios, pero no tuvieron éxito en gran medida debido a disputas internas, conflictos en curso con el Imperio Otomano y los sarracenos y la simonía y el nepotismo practicados en la Iglesia del Renacimiento de los siglos XV y principios del siglo XVI. Como resultado, hombres ricos, poderosos y mundanos como Rodrigo de Borgia (Papa Alejandro VI) pudieron ganar las elecciones al papado.

### Reforma Protestante

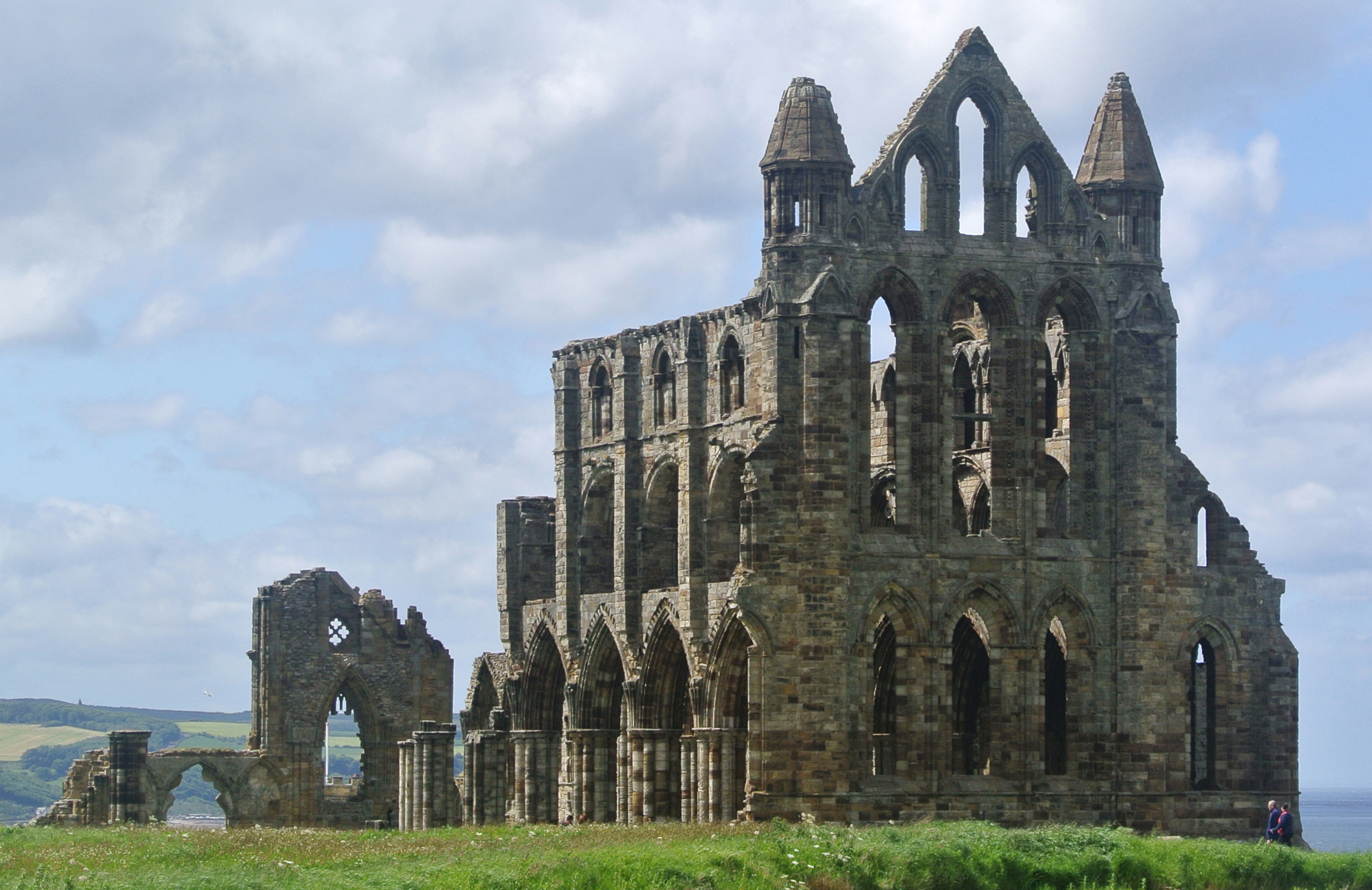
La abadía de Whitby, en Inglaterra, fue uno de los cientos de monasterios destruidos durante la Reforma protestante.

El Quinto Concilio de Letrán emitió algunas, pero solo reformas menores, en marzo de 1517. Unos meses más tarde, el 31 de octubre de 1517, Martín Lutero publicó sus 95 Tesis en público, con la esperanza de provocar un debate. Sus tesis protestaron puntos clave de la doctrina católica, así como la venta de indulgencias. Ulrico Zwinglio, Juan Calvino y otros también criticaron las enseñanzas católicas. Estos desafíos, apoyados por poderosas fuerzas políticas en la región, se convirtieron en la Reforma Protestante. Durante esta era, muchas personas emigraron de sus hogares a áreas que toleraban o practicaban su fe, aunque algunas vivían como criptoprotestantes o nicodemitas.
En Alemania, la Reforma condujo a la guerra entre la Liga de Esmalcalda protestante y el emperador católico Carlos V. La primera guerra de nueve años terminó en 1555, pero las continuas tensiones produjeron un conflicto mucho más grave, la guerra de los Treinta Años, que estalló en 1618. En los Países Bajos, las guerras de la Contrarreforma fueron la revuelta holandesa y la guerra de los Ochenta Años, parte de la cual fue la Guerra de Sucesión de Juliers, que incluyó también el noroeste de Alemania. La Guerra de Colonia (1583–89) fue un conflicto entre facciones protestantes y católicas que devastó el Electorado de Colonia. Después de que el arzobispo gobernara el área convertida al protestantismo, los católicos eligieron a otro arzobispo, Ernesto de Baviera, y lo derrotaron exitosamente a él y a sus aliados.
En Francia, una serie de conflictos denominados guerras de religión francesas se libraron entre 1562 y 1598 entre los hugonotes y las fuerzas de la Liga Católica Francesa. Una serie de papas se pusieron del lado y se convirtieron en partidarios financieros de la Liga Católica. Esto terminó bajo el Papa Clemente VIII, quien aceptó vacilante el Edicto de Nantes del rey Enrique IV de 1598, que otorgó tolerancia civil y religiosa a los protestantes. En 1565, varios cientos de sobrevivientes de náufragos hugonotes se rindieron a los españoles en Florida, creyendo que serían tratados bien. Aunque una minoría católica en su partido se salvó, todos los demás fueron ejecutados por herejía, con una activa participación clerical.

### Inglaterra
La Reforma inglesa se basó aparentemente en el deseo de Enrique VIII de Inglaterra de anular su matrimonio con Catalina de Aragón, e inicialmente fue más una disputa política y luego teológica. Las Actas de Supremacía convirtieron al monarca inglés en jefe supremo de la Iglesia de Inglaterra. Luego, a partir de 1536, se disolvieron unos 825 monasterios en Inglaterra, Gales e Irlanda y se confiscaron iglesias católicas. Cuando murió en 1547, todos los monasterios, frailes, conventos de monjas y santuarios fueron destruidos o disueltos. María I de Inglaterra reunió a la Iglesia de Inglaterra con Roma y, contra el consejo del embajador español, persiguió a los protestantes durante las persecuciones marianas. Después de cierta provocación, la siguiente monarca, Elizabeth I, hizo cumplir el Acta de Supremacía. Esto evitó que los católicos se convirtieran en miembros de profesiones, ocuparan cargos públicos, votaran o educaran a sus hijos. Las ejecuciones de católicos y protestantes disidentes bajo Isabel I, que reinó mucho más tiempo, superaron las persecuciones marianas y persistieron bajo los posteriores monarcas ingleses. Isabel I también ejecutó otras leyes penales que también fueron promulgadas en Irlanda pero fueron menos efectivas que en Inglaterra. En parte porque los irlandeses asociaron el catolicismo con la nacionalidad y la identidad nacional, se resistieron a los persistentes esfuerzos ingleses para eliminar a la Iglesia Católica.

### Concilio de Trento

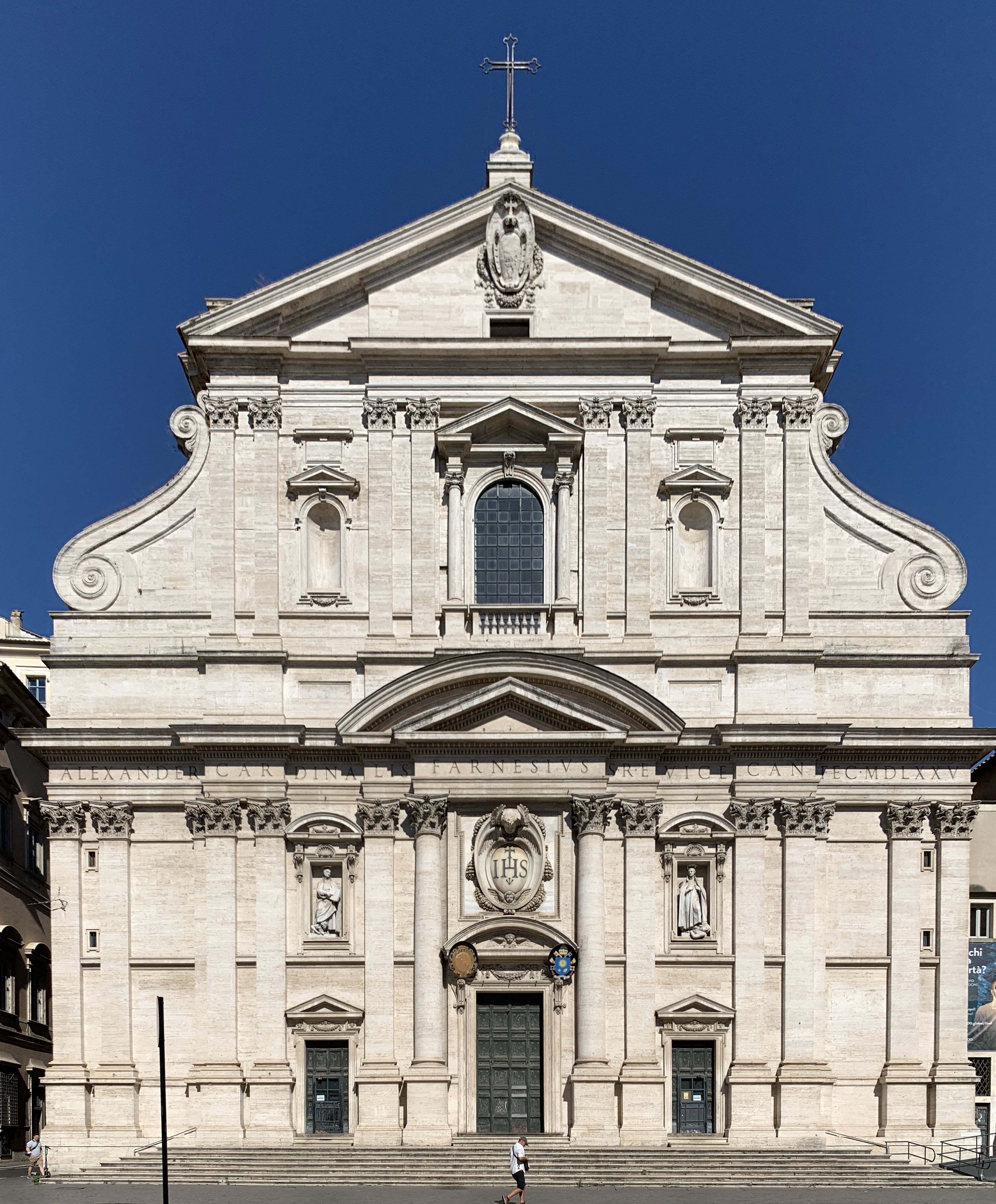
Fachada de Il Gesù, considerada la primera iglesia con elementos del barroco.

El historiador Diarmaid MacCulloch, en su libro The Reformation, A History señaló que a través de toda la matanza de la era de la Reforma surgió el valioso concepto de tolerancia religiosa y una Iglesia Católica mejorada que respondió a los desafíos y abusos doctrinales destacados por la Reforma en el Concilio de Trento (1545-1563). El concilio se convirtió en la fuerza impulsora de la Contrarreforma y reafirmó las doctrinas católicas centrales, como la transubstanciación, y la exigencia de amor y esperanza, así como la fe para alcanzar la salvación. También reformó muchas otras áreas de importancia para la Iglesia, sobre todo mejorando la educación del clero y consolidando la jurisdicción central de la curia romana.
Las décadas posteriores al concilio vieron una disputa intelectual entre el luterano Martin Chemnitz y el católico Diogo de Payva de Andrada sobre si ciertas declaraciones coincidían con las enseñanzas de los Padres y las Escrituras de la Iglesia o no. Las críticas a la Reforma se encontraban entre los factores que provocaron nuevas órdenes religiosas, incluidos los teatinos, los barnabitas y los jesuitas, algunos de los cuales se convirtieron en las grandes órdenes misioneras de los últimos años. La renovación espiritual y la reforma fueron inspiradas por muchos santos nuevos como Teresa de Ávila, Francisco de Sales y Felipe Neri, cuyos escritos engendraron distintas escuelas de espiritualidad dentro de la Iglesia (oratorianos, carmelitas, salesianos), etc. La mejora de la educación de los laicos fue otro efecto positivo de la época, con la proliferación de escuelas secundarias que revitalizaron estudios superiores como historia, filosofía y teología. Para popularizar las enseñanzas de la Contrarreforma, la Iglesia alentó el estilo barroco en el arte, la música y la arquitectura. La expresión religiosa barroca era conmovedora y emocional, creada para estimular el fervor religioso.
En otra parte, el misionero jesuita Francisco Javier introdujo la Iglesia Católica en Japón, y para fines del siglo XVI decenas de miles de japoneses se adhirieron. El crecimiento de la iglesia se detuvo en 1597 bajo el Shogun Toyotomi Hideyoshi que, en un esfuerzo por aislar al país de las influencias extranjeras, lanzó una severa persecución de los cristianos. A los japoneses se les prohibió abandonar el país y a los europeos se les prohibió ingresar. A pesar de esto, una población cristiana minoritaria sobrevivió hasta el siglo XIX, cuando Japón se abrió más a la influencia externa, y continúa hasta nuestros días.

## Barroco, la Ilustración y las revoluciones

### Devociones marianas
El Concilio de Trento generó un renacimiento de la vida religiosa y las devociones marianas en la Iglesia católica. Durante la Reforma, la Iglesia había defendido sus creencias marianas contra los puntos de vista protestantes. Al mismo tiempo, el mundo católico se involucró en guerras otomanas en curso en Europa contra Turquía, que se libraron y ganaron bajo los auspicios de la Virgen María. La victoria en la Batalla de Lepanto (1571) fue acreditada para ella "y significó el comienzo de un fuerte resurgimiento de las devociones marianas, centrándose especialmente en María, la Reina del Cielo y la Tierra y su poderoso papel como mediadora de muchas gracias". El Coloquio Marianum, un grupo de élite, y las congregaciones marianas basaron sus actividades en una vida virtuosa, libre de pecados cardinales.
El papa Pablo V y Gregorio XV dictaminaron en 1617 y 1622 que era inadmisible declarar que la virgen fue concebida como no inmaculada. Apoyando la creencia de que ella nació sin pecado original, a través de una gracia y privilegio únicos otorgados por Dios, en vista de los méritos de Jesucristo (también conocido como Inmaculada Concepción). Alejandro VII declaró en 1661 que el alma de María estaba libre del pecado original. El Papa Clemente XI ordenó la fiesta de la Inmaculada para toda la Iglesia en 1708. La fiesta del Rosario se introdujo en 1716, la fiesta de los Siete Dolores en 1727. La oración del Ángelus fue fuertemente apoyada por el Papa Benedicto XIII en 1724 y por el Papa Benedicto XIV en 1742. La piedad popular mariana era aún más colorida y variada que nunca: numerosas peregrinaciones marianas, devociones marianas, nuevas letanías marianas, obras de teatro marianas, himnos marianos, procesiones marianas. Las fraternidades marianas, hoy en su mayoría desaparecidas, tenían millones de miembros.

### Secularismo de la Ilustración
La Ilustración constituyó un nuevo desafío de la Iglesia. A diferencia de la Reforma protestante, que cuestionó ciertas doctrinas cristianas, la ilustración cuestionó el cristianismo en su conjunto. En general, elevó la razón humana por encima de la revelación divina y rebajó a las autoridades religiosas, como el papado. Paralelamente, la Iglesia intentó defenderse del galicanismo y el conciliarismo, ideologías que amenazaban el papado y la estructura de la Iglesia.
Hacia la última parte del siglo XVII, el Papa Inocencio XI vio los crecientes ataques turcos contra Europa, que fueron apoyados por Francia, como la mayor amenaza para la Iglesia. Creó una coalición polaco-austriaca para la derrota turca en Viena en 1683. Los eruditos lo han llamado Papa santo porque reformó los abusos cometidos por la Iglesia, incluidos la simonía, el nepotismo y los lujosos gastos papales que le hicieron heredar una deuda papal de 50,000,000 scudos. Al eliminar ciertos puestos honorarios e introducir nuevas políticas fiscales, Inocencio XI pudo recuperar el control de las finanzas de la iglesia. Inocencio X y Clemente XI lucharon contra el jansenismo y el galicanismo, los cuales apoyaban el conciliarismo, y rechazaron la primacía papal, exigiendo concesiones especiales para la Iglesia en Francia. Esto debilitó la capacidad de la Iglesia para responder a pensadores galicanistas como Denis Diderot, quien desafió las doctrinas fundamentales de la Iglesia.
En 1685, el rey galicanista Luis XIV de Francia emitió la Revocación del Edicto de Nantes, poniendo fin a un siglo de tolerancia religiosa. Francia obligó a los teólogos católicos a apoyar el conciliarismo y negar la infalibilidad papal. El rey amenazó al Papa Inocencio XI con un concilio general y una toma militar del estado papal. El Estado francés absoluto utilizó el galicanismo para obtener el control de prácticamente todos los nombramientos importantes de la Iglesia, así como muchas de las propiedades de la Iglesia. La autoridad estatal sobre la Iglesia se hizo popular en otros países también. En Bélgica y Alemania, el galicanismo apareció en forma de febronianismo, que rechazó las prerrogativas papales de la misma manera. El emperador José II de Austria (1780–1790) practicó el joseinismo al regular la vida de la Iglesia, los nombramientos y la confiscación masiva de las propiedades de la Iglesia. El siglo XVIII es también la época de la Ilustración católica, un movimiento de reforma multifacético.

### Iglesia en América del Norte
En lo que ahora es el oeste de los Estados Unidos, la Iglesia católica expandió su actividad misionera pero, hasta el siglo XIX, tuvo que trabajar en conjunto con la corona española y los militares españoles. Junípero Serra, el sacerdote franciscano a cargo de este esfuerzo, fundó una serie de misiones y presidios en California que se convirtieron en importantes instituciones económicas, políticas y religiosas. Estas misiones trajeron grano, ganado y un nuevo orden político y religioso a las tribus indígenas de California. Se establecieron rutas costeras y terrestres desde la Ciudad de México y puestos de avanzada de misiones en Texas y Nuevo México que dieron como resultado 13 misiones importantes de California en 1781. Los visitantes europeos trajeron nuevas enfermedades que mataron a un tercio de la población nativa. México cerró las misiones en la década de 1820 y vendió las tierras. Solo en el siglo XIX, después del colapso de la mayoría de las colonias españolas y portuguesas, la Santa Sede pudo hacerse cargo de las actividades misioneras católicas a través de su organización Propaganda Fide.

### Iglesia en América del Sur
Durante este período, la Iglesia enfrentó abusos coloniales por parte de los gobiernos portugués y español. En América del Sur, los jesuitas protegieron a los pueblos nativos de la esclavitud al establecer asentamientos semiindependientes llamados reducciones. El Papa Gregorio XVI, desafiando la soberanía española y portuguesa, nombró a sus propios candidatos como obispos en las colonias, condenó la esclavitud y la trata de esclavos en 1839 (bula papal In supremo apostolatus), y aprobó la ordenación del clero nativo a pesar del racismo gubernamental.

### Jesuitas

#### Jesuitas en la India
El cristianismo en la India tiene una tradición de Santo Tomás estableciendo la fe en Kerala. Se llaman cristianos de Santo Tomás. La comunidad era muy pequeña hasta que el jesuita Francisco Javier (1502–1552) comenzó la obra misional. Roberto de Nobili (1577–1656), un misionero jesuita toscano en el sur de la India, lo siguió en su camino. Fue pionero en la inculturación, adoptando muchas costumbres brahmanas que, en su opinión, no eran contrarias al cristianismo. Vivió como un brahmán, aprendió sánscrito y presentó el cristianismo como parte de las creencias indias, no idénticas a la cultura portuguesa de los colonialistas. Permitió el uso de todas las costumbres, que en su opinión no contradecían directamente las enseñanzas cristianas. Para 1640 había 40 000 cristianos solo en Madurai. En 1632, el papa Gregorio XV dio permiso para este enfoque. Pero los fuertes sentimientos antijesuitas en Portugal, Francia e incluso en Roma, dieron como resultado un cambio. Esto puso fin a las exitosas misiones católicas en la India. El 12 de septiembre de 1744, Benedicto XIV prohibió los llamados ritos Malabar en India, con el resultado de que las principales castas indias, que querían adherirse a sus culturas tradicionales, se apartaron de la Iglesia Católica.

### Revolución francesa
Si bien en principio la revolución francesa no tuvo orientación hostil hacia la Iglesia, el movimiento se mostró más radical a partir de la cuestión sobre los bienes eclesiásticos. La Asamblea Nacional Constituyente decidió expropiar todos los bienes de la Iglesia, empeorándose desde entonces las relaciones hasta que en 1790 fueron suprimidas las órdenes religiosas, a excepción de las dedicadas a obras de caridad. Dos meses después se publicó la ley que expropiaba y secularizaba todo el patrimonio de la Iglesia. Ese mismo año se aprobó la Constitución civil del clero, con la que se quería separar de Roma a la Iglesia francesa, para lo que se obligó a todo el clero a prestar juramento a dicha constitución. La negativa de dos tercios del clero se siguió de sanguinarias persecuciones en las que 40.000 sacerdotes fueron encarcelados, deportados o ejecutados, como parte de una serie de políticas para descristianizar Francia. Los asesinatos de septiembre de 1792 iniciaron el gobierno del Terror, y en 1793 se prohibió el cristianismo en Francia, estableciendo el «culto a la Razón» en su lugar mientras continuaban las persecuciones contra monárquicos y eclesiásticos. Este acoso solo terminaría tras el golpe de Estado de Napoleón Bonaparte, el 9 de noviembre de 1799, en el que derrocó al gobierno del Directorio. Durante su mandato se restablecía la religión católica y se reconoció mediante concordato que la católica era la fe de la mayoría de los franceses. En 1808 Napoleón, ya emperador de Francia, ocupó Roma y los Estados pontificios, arrestando al papa Pío VI y llevado después a Francia, donde Napoleón intentó sin éxito forzarlo a renunciar al Estado pontificio.
La expansión del Imperio francés llevó también a la propagación de las ideas revolucionarias, y la secularización tuvo también consecuencias en Alemania, donde la Iglesia sufrió también la expropiación de sus bienes. Sin embargo, la pérdida de influencia y el empobrecimiento de la Iglesia propició tanto la reorganización material como una renovación interior de la vida eclesial, con una mayor unión entre obispos, sacerdotes y fieles laicos. Surgió así un movimiento católico que se extendió por los demás países europeos, apoyado por el Romanticismo y su interés por el arte y la literatura medieval, que trajeron consigo una mayor estima hacia la Iglesia y conversiones al catolicismo. Nacieron numerosas organizaciones católicas y las órdenes religiosas recibieron un nuevo impulso. Surgieron misiones populares, nuevas formas de piedad y, poco a poco, también apareció una prensa católica. La industrialización fue ocasión para que la Iglesia considerara la cuestión social, hecho importante en una época en la que la legislación ignoraba los problemas sociales, confiados de forma general a la caridad cristiana. En este sentido, fueron relevantes las nuevas actividades caritativas y educativas de las congregaciones religiosas y las órdenes dedicadas a la atención a los enfermos.

#### SigloXIXFrancia
Francia se mantuvo básicamente católica. El censo de 1872 contó con 36 millones de personas, de las cuales 35.4 millones fueron catalogadas como católicas, 600,000 como protestantes, 50,000 como judíos y 80,000 como librepensadores. La Revolución no destruyó la Iglesia Católica, y el concordato de Napoleón de 1801 restauró su estatus. El regreso de los Borbones en 1814 trajo a muchos nobles y terratenientes ricos que apoyaban a la Iglesia, viéndola como un bastión del conservadurismo y el monarquismo. Sin embargo, los monasterios con sus vastas propiedades de tierra y poder político habían desaparecido; gran parte de las tierras habían sido vendidas a empresarios urbanos que carecían de conexiones históricas con las tierras y los campesinos. Pocos nuevos sacerdotes fueron formados en el período 1790-1814, y muchos del ellos abandonaron la iglesia. El resultado fue que el número de clérigos cayó de 60,000 en 1790 a 25,000 en 1815, muchos de ellos ancianos. Regiones enteras, especialmente alrededor de París, quedaron con pocos sacerdotes. Por otro lado, algunas regiones tradicionales se aferraron a la fe, lideradas por familias nobles locales. El regreso fue lento, muy lento en las grandes ciudades y zonas industriales. Con el trabajo misionero sistemático y un nuevo énfasis en la liturgia y las devociones a la Virgen María, más el apoyo de Napoleón III, hubo un regreso. En 1870 había 56,500 sacerdotes, que representaban una fuerza mucho más joven y dinámica en los pueblos y ciudades, con una gruesa red de escuelas, organizaciones benéficas y organizaciones laicas. Los católicos conservadores mantuvieron el control del gobierno nacional (1820-1830) pero la mayoría de las veces jugaron roles políticos secundarios o tuvieron que luchar contra el asalto de republicanos, liberales, socialistas y laicos.

#### Tercera República 1870-1940
A lo largo de la vida de la Tercera República hubo batallas sobre el estado de la Iglesia Católica. El clero y los obispos franceses estaban estrechamente asociados con los monárquicos y muchos de su jerarquía provenían de familias nobles. Los republicanos se basaron en la clase media anticlerical que veía la alianza de la Iglesia con los monárquicos como una amenaza política para el republicanismo y una amenaza para el espíritu moderno del progreso. Los republicanos detestaban a la iglesia por sus afiliaciones políticas y de clase; para ellos, la iglesia representaba tradiciones pasadas de moda, superstición y monarquismo. Los republicanos se fortalecieron con el apoyo protestante y judío. Se aprobaron numerosas leyes para debilitar a la Iglesia católica. En 1879, los sacerdotes fueron excluidos de los comités administrativos de los hospitales y de las juntas de caridad; en 1880, se dirigieron nuevas medidas contra las congregaciones religiosas; de 1880 a 1890 se produjo la sustitución de monjas por laicas en muchos hospitales. El Concordato de Napoleón en 1801 continuó en funcionamiento, pero en 1881, el gobierno cortó los salarios a los sacerdotes que no le agradaban.
Las leyes escolares de 1882 del republicano Jules Ferry establecieron un sistema nacional de escuelas públicas que enseñaba una estricta moralidad puritana pero ninguna religión. Durante un tiempo se toleraron las escuelas católicas con fondos privados. El matrimonio civil se hizo obligatorio, se introdujo el divorcio y los capellanes fueron retirados del ejército.
Cuando León XIII se convirtió en Papa en 1878, trató de calmar las relaciones Iglesia-Estado. En 1884 le dijo a los obispos franceses que no actuaran de manera hostil al Estado. En 1892 emitió una encíclica aconsejando a los católicos franceses que se unieran a la República y defendieran a la Iglesia participando en la política republicana. Este intento de mejorar la relación fracasó. Las sospechas profundamente arraigadas permanecieron en ambos lados y fueron encendidas por el asunto Dreyfus. Los católicos fueron en su mayor parte anti-dreyfusards (opositores a Dreyfus). Los Asuncionistas publicaron artículos antisemitas y republicanos en su revista La Croix. Esto enfureció a los políticos republicanos, que estaban ansiosos por vengarse. A menudo trabajaban en alianza con logias masónicas. El ministro Waldeck-Rousseau (1899–1902) y el ministro Combes (1902–05) lucharon contra la Santa Sede por el nombramiento de obispos. Los capellanes fueron retirados de los hospitales navales y militares (1903–04), y se ordenó a los soldados que no frecuentaran los clubes católicos (1904). Émile Combes, como primer ministro en 1902, estaba decidido a derrotar completamente al catolicismo. Cerró todas las escuelas parroquiales en Francia. Luego hizo que el parlamento rechazara la autorización de todas las órdenes religiosas. Esto significó que todas las cincuenta y cuatro órdenes se disolvieran y alrededor de 20,000 miembros salieron inmediatamente de Francia, muchos para España. En 1905 se abolió el Concordato de 1801; La Iglesia y el Estado finalmente se separaron. Todos los bienes de la Iglesia fueron confiscados. El culto público fue entregado a asociaciones de laicos católicos que controlaban el acceso a las iglesias. En la práctica, las misas y los rituales continuaron. La Iglesia fue gravemente herida y perdió la mitad de sus sacerdotes. A la larga, sin embargo, ganó autonomía, ya que el Estado ya no tenía voz para elegir obispos y el galicanismo estaba muerto.

### África
A fines del siglo XIX, los misioneros católicos siguieron a los gobiernos coloniales en África y construyeron escuelas, hospitales, monasterios e iglesias.

## Era industrial

### Concilio Vaticano I
Al definir el 8 de diciembre de 1854 como dogma la antigua doctrina de la Inmaculada Concepción, que afirmaba que María había sido concebida sin pecado original, el papa Pío IX puso fin a una controversia entre escuelas teológicas que ocupaba varios siglos. El dogma fue aceptado y en la Iglesia no se alzó voz contraria al mismo, pero dado que el papa actuó ex cathedra, y que la decisión no había salido de un concilio, la definición dogmática volvió a plantear la cuestión acerca de si el papa podía por sí solo proclamar verdades infalibles de fe.
Cuando Pío IX convocó un concilio que daría comienzo a finales de 1869, la cuestión de la infabilidad estaba sobre la mesa. La tensión general existente y la división entre partidarios y detractores de la infabilidad hizo, sin embargo, que el papa retirase dicha cuestión de entre los asuntos a tratar. No obstante, en la asamblea conciliar ya desde el principio había un bloque mayoritario a favor de la definición dogmática de la infabilidad, que introdujo la cuestión. La minoría que se oponía lo hizo no tanto porque se opusiesen a la infabilidad, sino porque tal definición les parecía inoportuna en aquel momento.. Finalmente, la constitución Pastor Aeternus (con la doctrina del primado del papa y su infabilidad) fue aprobada. Inmediatamente el concilio tuvo que ser interrumpido tras el estallido de la guerra franco-prusiana y la ocupación de Roma que pondría fin a los Estados pontificios.
Un grupo de profesores de facultades de teología alemanas se negaron a aceptar el dogma y fueron excomulgados, separándose de la Iglesia católica y fundando la llamada Iglesia veterocatólica. A pesar de que el número de seguidores fue reducido, Bismarck les ofreció ayuda con el objetivo someter a la Iglesia al Estado, como había logrado con la Iglesia territorial protestante. La lucha contra la Iglesia se denominó Kulturkampf y a pesar de los grandes daños para la Iglesia alemana, los católicos se unieron y en las elecciones de 1874 el Partido de Centro obtendría 91 escaños en el Reichstag. Tras el fracaso, la Kulturkampf sería finalmente desmantelada y el papa León XVI colaboró con Bismarck en ello.

### Enseñanzas sociales
La Revolución Industrial trajo muchas preocupaciones por el deterioro de las condiciones de trabajo y de vida de los trabajadores urbanos. Influenciado por el alemán Wilhelm Emmanuel Obispo Freiherr von Ketteler, en 1891 el papa León XIII publicó la encíclica Rerum novarum, que ponía en contexto la enseñanza social católica en términos que rechazaban el socialismo pero abogaban por la regulación de las condiciones de trabajo. Rerum novarum abogó por el establecimiento de un salario digno y el derecho de los trabajadores a formar sindicatos.
Anno Quadragesimo fue emitida por el papa Pío XI, el 15 de mayo de 1931, 40 años después de la Rerum novarum. A diferencia de León XIII, que abordó principalmente la condición de los trabajadores, Pío XI se concentró en las implicaciones éticas de orden social y económico. Hizo un llamamiento para la reconstrucción del orden social basado en el principio de solidaridad y subsidiariedad. Señaló los principales peligros para la libertad y la dignidad humana, derivados del capitalismo desenfrenado y el comunismo totalitario.
Las enseñanzas sociales del papa Pío XII repiten estas enseñanzas, y las aplican con mayor detalle, no solo para los trabajadores y los dueños del capital, sino también a otras profesiones, como los políticos, educadores, amas de casa, agricultores, tenedores de libros, organizaciones internacionales, y todas aspectos de la vida, incluyendo los militares. Más allá de Pío XI, también define las enseñanzas sociales en las áreas de la medicina, la psicología, el deporte, la televisión, la ciencia, el derecho y la educación. No hay prácticamente ningún problema social, que Pío XII no abordó y se refieren a la fe cristiana. Fue llamado "el papa de la tecnología", por su voluntad y capacidad para examinar las implicaciones sociales de los avances tecnológicos. La preocupación dominante era los derechos y la dignidad continuas del individuo. Con el comienzo de la era espacial al final de su pontificado, Pío XII exploró las implicaciones sociales de la exploración espacial y los satélites en el tejido social de la humanidad, pidiendo un nuevo sentido de comunidad y solidaridad a la luz de las enseñanzas papales existentes sobre la subsidiariedad.

### Papel de los institutos de la mujer
Las mujeres católicas han desempeñado un papel destacado en la prestación de servicios de educación y salud en consonancia con la enseñanza social católica. Las órdenes antiguas como los carmelitas se habían dedicado al trabajo social durante siglos. El siglo XIX vio un nuevo florecimiento de institutos para mujeres, dedicados a la provisión de servicios de salud y educación; de ellos, el Instituto de las Hijas de María Auxiliadora, las Hermanas Claretianas y las Misioneras Franciscanas de María se convirtieron en uno de los institutos religiosos católicos más grandes de mujeres.
Las Hermanas de la Misericordia fue fundada por Catalina McAuley en Irlanda en 1831, y sus monjas pasaron a establecer hospitales y escuelas en todo el mundo. Las Hermanitas de los Pobres fue fundada en el siglo XIX por Santa Juana Jugan cerca de Rennes, Francia,  para atender a los muchos ancianos empobrecidos que se alineaban en las calles de los pueblos y ciudades francesas. En las colonias australianas de Gran Bretaña, la primera santa canonizada de Australia, Mary MacKillop , cofundó las Hermanas de San José del Sagrado Corazón como instituto religioso educativo para los pobres en 1866, estableciendo escuelas, orfanatos y refugios para los necesitados. En 1872, las Hermanas Salesianas de Don Bosco (también llamadas Hijas de María Auxiliadora) fue fundada por María Dominica Mazzarello. La orden de enseñanza se convertiría en el instituto de mujeres más grande del mundo moderno, con alrededor de 14,000 miembros en 2012. Santa Mariana Cope abrió y operó algunos de los primeros hospitales generales en los Estados Unidos, instituyendo estándares de limpieza que influyeron en el desarrollo del sistema hospitalario moderno de Estados Unidos. También en los Estados Unidos, santa Katharine Drexel fundó la Universidad Xavier de Luisiana para ayudar a los africanos y a los nativos americanos.

### Mariología
Los papas siempre han destacado el vínculo interno entre la Virgen María como Madre de Dios y la plena aceptación de Jesucristo como Hijo de Dios. Desde el siglo XIX, fueron muy importantes para el desarrollo de la mariología para explicar la veneración de María a través de sus decisiones no solo en el área de las creencias marianas (mariología) sino también en las prácticas y devociones marianas. Antes del siglo XIX, los Papas promulgaban la veneración mariana al autorizar nuevos días de fiestas marianas, oraciones, iniciativas, la aceptación y el apoyo de las congregaciones marianas. Desde el siglo XIX, los papas comienzan a usar encíclicas con más frecuencia. Así, León XIII emitió once encíclicas marianas. Papas recientes promulgaron la veneración de la Santísima Virgen con dos dogmas, la Inmaculada Concepción en 1854 por el papa Pío IX y la Asunción de María en 1950 por el Papa Pío XII. Pío XII también promulgó la nueva fiesta de María como Reina del Cielo e introdujo el primer año mariano en 1954, el segundo fue proclamado por Juan Pablo II. Pío IX, Pío XI y Pío XII facilitaron la veneración de las apariciones marianas, como en Lourdes y Fátima. Papas posteriores, desde Juan XXIII hasta Benedicto XVI, promovieron la visita a los santuarios marianos. El Concilio Vaticano II destacó la importancia de la veneración mariana en Lumen gentium. Durante el Concilio, Pablo VI proclamó que María era Madre de la Iglesia.

### Anticlericalismo
El siglo XX vio el surgimiento de varios gobiernos políticamente radicales y anticlericales. La Ley de Calles de 1926 que separaba la Iglesia y el Estado en México condujo a la Guerra Cristera en la que más de 3,000 sacerdotes fueron exiliados o asesinados. En la Unión Soviética después de la Revolución Bolchevique de 1917, la persecución de la Iglesia y los católicos continuó hasta la década de 1930. Además de la ejecución y el exilio de clérigos, monjes y laicos, la confiscación de implementos religiosos y el cierre de iglesias era común. Durante la guerra civil española de 1936–39, la jerarquía católica apoyó a las fuerzas nacionalistas rebeldes de Francisco Franco contra el gobierno del Frente Popular, citando la violencia republicana dirigida contra la Iglesia. La Iglesia había sido un elemento activo en la política polarizante de los años anteriores a la Guerra Civil.

### Dictaduras

#### Italia
El Papa Pío XI tuvo como objetivo poner fin a la larga brecha entre el papado y el gobierno italiano y obtener una vez más el reconocimiento de la independencia soberana de la Santa Sede. La mayoría de los Estados papales habían sido capturados por los ejércitos del rey Víctor Manuel II de Italia (1861-1878) en 1860 en busca de la unificación italiana. La propia Roma fue tomada por la fuerza en 1870 y el papa llegó a ser "prisionero en el Vaticano". Las políticas del gobierno italiano siempre habían sido anticlericales hasta la Primera Guerra Mundial, cuando se alcanzaron algunos compromisos.
Para reforzar su propio régimen dictatorial fascista, Benito Mussolini también estaba ansioso por un acuerdo. Se llegó a un acuerdo en 1929 con los Tratados de Letrán, que ayudaron a ambas partes. Según los términos del primer tratado, la Ciudad del Vaticano recibió soberanía como nación independiente a cambio de que la Santa Sede renunciara a su reclamo sobre los antiguos territorios de los Estados Pontificios. Pío XI se convirtió así en jefe de un pequeño estado con su propio territorio, ejército, estación de radio y representación diplomática. El Concordato de 1929 convirtió al catolicismo en la única religión de Italia (aunque se toleraron otras religiones), pagó salarios a sacerdotes y obispos, reconoció matrimonios eclesiásticos (antes las parejas debían tener una ceremonia civil) e introdujo la instrucción religiosa en las escuelas públicas. A su vez, los obispos juraron lealtad al estado italiano, que tenía poder de veto sobre su selección. La Iglesia no estaba oficialmente obligada a apoyar al régimen fascista; las fuertes diferencias persistieron pero la agitada hostilidad terminó. La Iglesia apoyó especialmente las políticas exteriores como el apoyo al lado anticomunista en la guerra civil española y el apoyo a la conquista de Etiopía. La fricción continuó través de la red de jóvenes de Acción Católica, que Mussolini quería fusionar en su grupo juvenil fascista. Se llegó a un compromiso con solo los fascistas autorizados a patrocinar equipos deportivos.
Italia pagó a la Santa Sede 1,750,000,000 liras (unos US $ 100 millones) por las incautaciones de propiedades de la Iglesia desde 1860. Para administrar estas inversiones, el Papa nombró al laico Bernardino Nogara, quien a través de inversiones astutas en acciones, oro y mercados de futuros, aumentó significativamente las tenencias financieras de la Iglesia Católica. Los ingresos pagaron en gran medida por el mantenimiento del costoso inventario de edificios históricos en el Vaticano que anteriormente se había mantenido a través de fondos recaudados de los Estados Pontificios hasta 1870.
La relación del Vaticano con el gobierno de Mussolini se deterioró drásticamente después de 1930 a medida que las ambiciones totalitarias de Mussolini comenzaron a afectar cada vez más la autonomía de la Iglesia. Por ejemplo, los fascistas trataron de absorber los grupos juveniles de la Iglesia. En respuesta, Pío XI emitió la encíclica Non abbiamo bisogno ("No tenemos necesidad") en 1931. Denunció la persecución del régimen a la iglesia en Italia y condenó el "culto pagano al Estado"

#### Austria y la Alemania nazi
La Santa Sede apoyó a los socialistas cristianos en Austria, un país con una población católica mayoritaria pero un poderoso elemento secular. El papa Pío XI favoreció el régimen de Engelbert Dollfuss (1932–34), que quería remodelar la sociedad basándose en encíclicas papales. Dollfuss suprimió los elementos anticlericales y los socialistas, pero fue asesinado por los nazis austriacos en 1934. Su sucesor Kurt von Schuschnigg (1934–38) también fue pro católico y recibió el apoyo del Vaticano. Alemania anexó Austria en 1938 e impuso sus propias políticas.
Pío XI estaba preparado para negociar concordatos con cualquier país que estuviera dispuesto a hacerlo, pensando que los tratados escritos eran la mejor manera de proteger los derechos de la Iglesia contra gobiernos cada vez más inclinados a interferir en tales asuntos. Doce concordatos fueron firmados durante su reinado con varios tipos de gobiernos, incluidos algunos gobiernos estatales alemanes. Cuando Adolf Hitler se convirtió en canciller de Alemania el 30 de enero de 1933 y pidió un concordato, Pío XI aceptó. El Concordato de 1933 incluía garantías de libertad para la Iglesia en la Alemania nazi, independencia para las organizaciones católicas y grupos juveniles, y enseñanza religiosa en las escuelas.
La ideología nazi fue encabezada por Heinrich Himmler y las SS (Escuadras de Protección). En la lucha por el control total sobre las mentes y los cuerpos alemanes, las SS desarrollaron una agenda antirreligiosa. No se permitieron capellanes católicos o protestantes en sus unidades (aunque sí se les permitió en el ejército regular). Himmler estableció una unidad especial para identificar y eliminar las influencias católicas. Las SS decidieron que la Iglesia Católica Alemana era una seria amenaza para su hegemonía y, aunque era demasiado fuerte para ser abolida, fue parcialmente despojada de su influencia, por ejemplo al cerrar sus clubes y publicaciones juveniles.
Luego de reiteradas violaciones del Concordato, el Papa Pío XI emitió la encíclica Mit brennender Sorge de 1937 que condenó públicamente la persecución de los nazis a la Iglesia y su ideología de neopaganismo y superioridad racial.

### Segunda Guerra Mundial
Después de que comenzara la Segunda Guerra Mundial en septiembre de 1939, la Iglesia condenó la invasión de Polonia y las invasiones nazis posteriores de 1940. En el Holocausto, el Papa Pío XII dirigió la jerarquía de la Iglesia para ayudar a proteger a los judíos y los gitanos de los nazis. Si bien se acreditó a Pío XII por ayudar a salvar a cientos de miles de judíos, la Iglesia también ha sido acusada falsamente de alentar el antisemitismo. Albert Einstein, al referirse al papel de la Iglesia Católica durante el Holocausto, dijo lo siguiente: "Siendo un amante de la libertad, cuando llegó la revolución en Alemania, miré a las universidades defenderla,sabiendo que siempre se habían jactado de su devoción a la causa de la verdad; pero no, las universidades fueron silenciadas de inmediato. Luego miré a los grandes editores de periódicos cuyos editoriales flamantes en días pasados habían proclamado su amor por la libertad; pero ellos, como las universidades, fueron silenciados en unas pocas semanas ... "Solo la Iglesia se paró en el camino de la campaña de Hitler para suprimir la verdad. Nunca tuve ningún interés especial en la Iglesia antes, pero ahora siento un gran afecto y admiración porque solo la Iglesia ha tenido el coraje y la persistencia de defender la verdad intelectual y la libertad moral. Me veo obligado a confesar que lo que una vez despreciaba, ahora lo elogio sin reservas".  Esta cita apareció en la edición del 23 de diciembre de 1940 de la revista Time en la página 38. Otros comentaristas parciales acusaron a Pío XII de no hacer lo suficiente para detener las atrocidades nazis. El debate sobre la validez de estas críticas continúa hasta nuestros días.

## La edad posindustrial

### Concilio Vaticano II
La Iglesia Católica participó en un proceso integral de reforma después del Concilio Vaticano II (1962–65). Pensado como una continuación del Vaticano I, bajo el Papa Juan XXIII, el concilio se convirtió en un motor de modernización. Se le asignó la tarea de hacer que las enseñanzas históricas de la Iglesia fueran claras para un mundo moderno e hizo pronunciamientos sobre temas que incluyen la naturaleza de la iglesia, la misión de los laicos y la libertad religiosa. El concilio aprobó una revisión de la liturgia y permitió que los ritos litúrgicos latinos usaran lenguas vernáculas y latinas durante la misa y otros sacramentos. Los esfuerzos de la Iglesia para mejorar la unidad de los cristianos se convirtieron en una prioridad. Además de encontrar un terreno común sobre ciertos problemas con las iglesias protestantes, la Iglesia Católica ha discutido la posibilidad de la unidad con la Iglesia Ortodoxa Oriental. Y en 1966, el arzobispo Andreas Rohracher expresó su pesar por las expulsiones del siglo XVIII de los protestantes de Salzburgo del arzobispado de Salzburgo.

### Reformas
Los cambios en los antiguos ritos y ceremonias posteriores al Vaticano II produjeron una variedad de respuestas. Algunos dejaron de ir a la iglesia, mientras que otros trataron de preservar la antigua liturgia con la ayuda de sacerdotes comprensivos. Estos formaron la base de los grupos católicos tradicionalistas de hoy, que creen que las reformas del Vaticano II han ido demasiado lejos. Los católicos liberales forman otro grupo disidente que siente que las reformas del Vaticano II no fueron lo suficientemente lejos. Las opiniones liberales de teólogos como Hans Küng y Charles Curran, llevaron a la retirada de la Iglesia de su autorización para enseñar como católicos. Según el profesor Thomas Bokenkotter, la mayoría de los católicos "aceptaron los cambios con más o menos gracia". En 2007, Benedicto XVI facilitó el permiso para que se celebrara la antigua Misa opcional a petición de los fieles.
Un nuevo Código de Derecho Canónico, solicitado por Juan XXIII, fue promulgado por el Papa Juan Pablo II el 25 de enero de 1983. El Código de Derecho Canónico de 1983 incluye numerosas reformas y alteraciones en la ley y disciplina de la Iglesia para la Iglesia Latina, reemplazando al Código de Derecho Canónico de 1917 emitido por Benedicto XV.

### Teología

#### Modernismo

##### Teología de la Liberación
En la década de 1960, la creciente conciencia social y la politización en la Iglesia latinoamericana dio a luz a la teología de la liberación. El sacerdote peruano Gustavo Gutiérrez, se convirtió en su defensor principal y, en 1979, la Conferencia Episcopal de México declaró oficialmente "opción preferencial por los pobres" de la Iglesia en América Latina. El arzobispo Óscar Romero, un partidario del movimiento, se convirtió en el más famoso mártir contemporáneo de la región en 1980, cuando fue asesinado mientras celebraba misa por las fuerzas aliadas con el gobierno. Tanto el papa Juan Pablo II y el papa Benedicto XVI (como el Cardenal Ratzinger) denunció el movimiento. Al teólogo brasileño Leonardo Boff se le ordenó dos veces que dejara de publicar y enseñar. Si bien el Papa Juan Pablo II fue criticado por su severidad al tratar con los proponentes del movimiento, sostuvo que la Iglesia, en sus esfuerzos por defender a los pobres, no debería hacerlo recurriendo a la violencia o la política partidista. El movimiento todavía está vivo en América Latina hoy, aunque la Iglesia ahora enfrenta el desafío del avivamiento pentecostal en gran parte de la región.

##### Temas de sexualidad y de género
La revolución sexual de la década de 1960 trajo problemas para la Iglesia. La encíclica Humanae Vitae de 1968 del papa Pablo VI reafirmó la visión tradicional de la Iglesia Católica sobre el matrimonio y las relaciones maritales y afirmó una proscripción continua de los anticonceptivos artificiales. Además, la encíclica reafirmó la santidad de la vida desde la concepción hasta la muerte natural y afirmó una continua condena tanto del aborto como de la eutanasia como pecados graves equivalentes al asesinato.
Los esfuerzos por llevar a la Iglesia a considerar la ordenación de mujeres llevaron al Papa Juan Pablo II a publicar dos documentos para explicar la enseñanza de la Iglesia. Mulieris Dignitatem se publicó en 1988 para aclarar el papel igualmente importante y complementario de la mujer en el trabajo de la Iglesia. Luego, en 1994, Ordinatio Sacerdotalis explicó que la Iglesia extiende la ordenación solo a los hombres para seguir el ejemplo de Jesús, que eligió solo a hombres para este deber específico.

## Iglesia católica en la actualidad
En junio de 2004, el patriarca ecuménico Bartolomé I visitó Roma en la fiesta de los santos Pedro y Pablo (29 de junio) para otro encuentro personal con el papa Juan Pablo II, para conversar con el Consejo Pontificio para la Promoción de la Unidad de los Cristianos y para participar en la celebración de la fiesta en la Basílica de San Pedro.
La participación parcial del patriarca en la liturgia eucarística que presidió el papa siguió el programa de las visitas pasadas del patriarca Demetrio I (1987) y del patriarca Bartolomé I mismo: participación plena en la Liturgia de la Palabra, proclamación conjunta del papa y del patriarca de la profesión de fe según el credo niceno-constantinopolitano en griego y, como conclusión, la Bendición final impartida tanto por el papa como por el patriarca en el Altar de la Confessio. El patriarca no participó plenamente en la Liturgia de la Eucaristía que implica la consagración y distribución de la Eucaristía misma.
De acuerdo con la práctica de la Iglesia católica de incluir la cláusula Filioque cuando se recita el Credo en latín, pero no cuando se recita el Credo en griego, los papas Juan Pablo II y Benedicto XVI han recitado el Credo de Nicea junto con los patriarcas Demetrio I y Bartolomé I en griego sin la cláusula Filioque. La acción de estos patriarcas al recitar el Credo junto con los papas ha sido fuertemente criticada por algunos elementos de la ortodoxia oriental, como el Metropolitano de Kalavryta, Grecia, en noviembre de 2008.
La declaración de Rávena en 2007 reafirmó estas creencias y reafirmó la noción de que el obispo de Roma es de hecho el protos, aunque en el futuro se celebrarán discusiones sobre el ejercicio eclesiológico concreto de la primacía papal.

### Casos de abuso sexual
Las principales demandas surgieron en 2001 alegando que los sacerdotes habían abusado sexualmente de menores. En respuesta al escándalo que siguió, la Iglesia ha establecido procedimientos formales para prevenir el abuso, alentar la denuncia de cualquier abuso que se produzca y manejar dichos informes con prontitud, aunque los grupos que representan a las víctimas han cuestionado su eficacia.
Algunos sacerdotes dimitieron, otros fueron expulsados y encarcelados, y hubo acuerdos económicos con muchas víctimas. La Conferencia de Obispos Católicos de los Estados Unidos encargó un estudio integral que encontró que el cuatro por ciento de todos los sacerdotes que sirvieron en los Estados Unidos entre 1950 y 2002 habían enfrentado algún tipo de acusación de conducta sexual inapropiada.

### Benedicto XVI
Con la elección del papa Benedicto XVI en 2005, la Iglesia hasta el momento se ha visto en gran medida una continuación de las políticas de su predecesor, el papa Juan Pablo II, con algunas excepciones notables: Benedicto descentralizó las beatificaciones y revirtió la decisión de su predecesor respecto a las elecciones papales. En 2007, se estableció un récord Iglesia por la que se aprueba la beatificación de 498 mártires españoles. Su primera encíclica Deus caritas est discutió el amor y el sexo en la continua oposición a varios otros puntos de vista sobre la sexualidad.

### Papa Francisco
Con la elección del papa Francisco en 2013, tras la renuncia de Benedicto XVI, Francisco fue el primer papa jesuita, el primer papa de América y el primero del hemisferio sur. Durante su papado, mostró un enfoque más simple y menos formal del cargo, eligiendo residir en la casa de huéspedes del Vaticano en lugar de la residencia papal. También señaló numerosos cambios dramáticos en la política, por ejemplo, quitando a los conservadores de los altos cargos del Vaticano, pidiendo a los obispos que lleven una vida más simple y adoptando una actitud más pastoral hacia los homosexuales.